# Tatjana Siłkina
Tatjana Jegorowna Siłkina (kaz. i ros. Татьяна Егоровна Силкина) – kazachstańska polityk, od 30 stycznia 1996 do 1999 roku deputowana do Mażylisu Parlamentu Republiki Kazachstanu I kadencji.